# Edscha

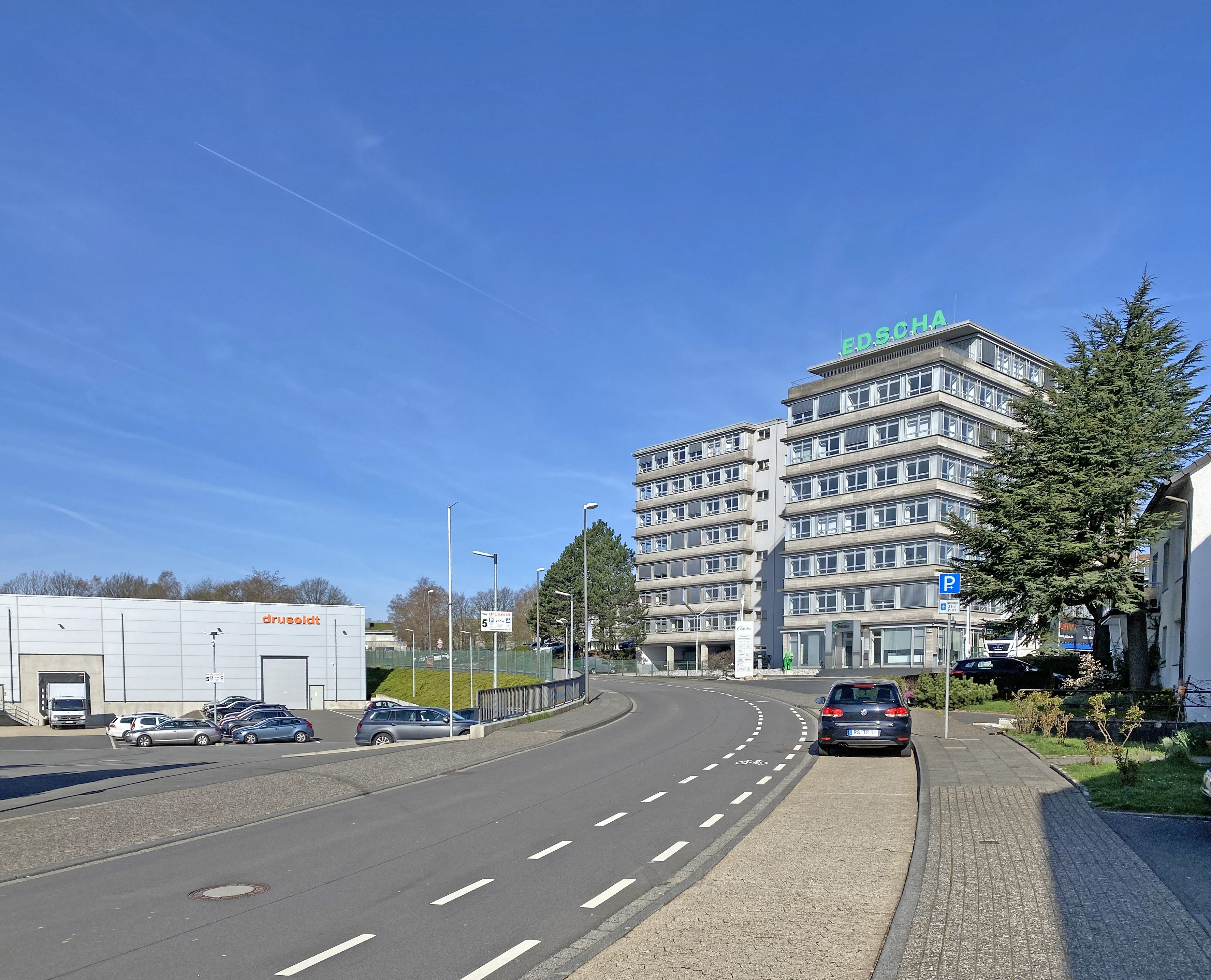
Die Edscha-Zentrale an der Hohenhagener Straße 26–28 (Remscheid)

Edscha ist ein deutscher Automobilzulieferer, der zur spanischen Gestamp-Gruppe gehört.

## Geschichte
1870 wurde das Unternehmen in Remscheid von Eduard Scharwächter gegründet, dessen Namenskürzel zum Unternehmensnamen wurde. Für Kutschen wurden Scharniere, Beschläge und Schlösser angefertigt. 1941 wurde Richard Albert Bremicker, ein Großneffe des Gründers, Geschäftsführer und blieb es bis 1990. Den ersten Großserienauftrag aus der Automobilbranche erhielt Edscha 1932. Ein neues Werk im niederbayerischen Hengersberg wurde 1963 errichtet. Eine internationale Produktion begann 1975. 1984 wurde ein Werk in Hauzenberg errichtet. Der Geschäftsbereich Cabrio-Dächer begann mit einem Auftrag für 3er BMWs.
Ein Management-Buy-out der Gruppe führte im April 1997 zum Übergang aller Anteile an Horst Kuschetzki, der seit 1994 Geschäftsführer war. Im März 1999 wurde das Unternehmen erstmals an der Frankfurter Wertpapierbörse notiert. 2000 übernahm das Unternehmen Jackson Automotive Group Inc., einen nordamerikanischen Scharnierproduzenten. Damit wurde Edscha zum Marktführer in diesem Bereich in Nordamerika. Edschas Börsenleben dauerte nicht lange, 2002 wurde die Mehrheit von einer Investorengruppe um die Carlyle Group und den Unternehmensvorstand übernommen. 2003 wurden die restlichen Aktionäre im Rahmen eines Squeeze-out abgefunden. Im November 2004 wechselte der bisherige Unternehmensleiter Horst Kuschetzki in den Aufsichtsrat, Nachfolger als Vorstandsvorsitzender wurde Manfred Puhlmann.
Im Februar 2009 beantragte das Unternehmen für die Standorte in Europa Insolvenz, betroffen waren 4.200 Mitarbeiter europaweit, davon 2.300 in Deutschland – die Werke in Asien und Amerika waren vom Insolvenzantrag ausgenommen. Grund dafür waren massiv rückläufige Entwicklungen am weltweiten Automobilmarkt in Kombination mit einem deutlich verschlechterten Zugang zur Finanzierung auf den Kapitalmärkten. Darüber hinaus hatte der Inhaber Carlyle die Eigenkapitalausstattung des Unternehmens durch Entnahmen geschwächt. 2008 hatte das Unternehmen bereits 700 Mitarbeiter entlassen. Weitere Mitarbeiter wurden im Mai 2009 im Rahmen der Insolvenz entlassen. Notwendige Sanierungsmaßnahmen wurden eingeleitet und das Unternehmen fortgeführt.
Im Januar 2010 übernahm die Webasto AG die Edscha-Sparte Cabrio-Dachsysteme. Durch die Übernahme blieben sämtliche Standorte erhalten. Im März 2010 genehmigten die Kartellbehörden die Übernahme der Geschäftseinheit Karosserieprodukte durch den spanischen Automobilzulieferer Gestamp Automoción.

## Produkte
Es gibt die Geschäftsbereiche „Karosserieprodukte“, „Angetriebene Systeme“ und „Betätigungssysteme“. Edscha ist Weltmarktführer bei Türscharnieren und Türfeststellern mit einem europaweiten Marktanteil von mehr als 50 Prozent. Das Produktportfolio im Geschäftsbereich Karosserieprodukte reicht von Scharnieren für Autotüren, -hauben und -klappen über Türfeststeller und Türscharniere mit integrierten Feststellern bis hin zu völlig neuen Türöffnungskonzepten.
Auch im Bereich der Betätigungssysteme, dazu zählen insbesondere Hand- und Fußfeststellbremsen sowie Pedalwerke, bietet Edscha eine umfangreiche Produktpalette mit Expertise im Leichtbau. Vor allem bei den Pedalwerken kommen zunehmend Bauteile aus Kunststoff oder in Hybridbauweise zum Einsatz: angefangen mit dem Kupplungspedal über den Pedalbock bis hin zum Bremspedal.
Zudem fertigt Edscha Antriebe zum vollautomatischen Öffnen und Schließen von Heckdeckeln und Heckklappen. Auch hier zählt Edscha zu den führenden europäischen Lieferanten.

## Standorte in Europa
- Remscheid, Deutschland
- Hengersberg, Deutschland
- Hauzenberg, Deutschland
- Orbassano, Italien
- Kamenice nad Lipou, Tschechien
- Jindřichův Hradec, Tschechien
- Veľký Meder, Slowakei
- Burgos, Spanien
- Santander, Spanien
- Meudon, Frankreich[10]